# Absolutely Sweet Marie
Pistes de Blonde on Blonde
Temporary Like Achilles Obviously 5 Believers
Absolutely Sweet Marie est une chanson de Bob Dylan parue en 1966 sur l'album Blonde on Blonde.

## Histoire
Après une pause de trois semaines, les séances d'enregistrement de Blonde on Blonde reprennent le 8 mars 1966 à Nashville. Trois chansons sont enregistrées ce jour-là : Just Like a Woman, Pledging My Time et Absolutely Sweet Marie, qui est mise en boîte au bout de quatre prises.
Dylan l'interprète sur scène pour la première fois plus de vingt ans plus tard, le 7 juin 1988 au Concord Pavilion (en) de Concord, en Californie, lors du premier concert du Never Ending Tour (en).

## Reprises
- The Flamin' Groovies sur l'album Jumpin' in the Night (1979)
- Jason and the Scorchers sur l'album Fervor (1984)
- George Harrison sur l'album The 30th Anniversary Concert Celebration (1993)